# Union de la droite
Union de la droite (högerunionen) var en valallians vid regionvalet i Frankrike 2015.

## Sammansättning
- Republikanerna (franskt parti)
- Union des démocrates et indépendants
- Demokratiska rörelsen
- Chasse, Pêche, Nature, Traditions

## Valresultat

### Första omgången
| Parti/koalition    | Antal röster | %     |
| ------------------ | ------------ | ----- |
| Union de la gauche | 5 019 723    | 23,12 |
| Union de la droite | 5 785 073    | 26,65 |
| Front National     | 6 018 672    | 27,73 |